# Wartnaby
Wartnaby är en by i civil parish Ab Kettleby, i distriktet Melton, i grevskapet Leicestershire i England. Byn är belägen 22 km från Leicester. Wartnaby var en civil parish 1866–1936 när blev den en del av Ab Kettleby. Civil parish hade 99 invånare år 1931. Byn nämndes i Domedagsboken (Domesday Book) år 1086, och kallades då Worcnodebie.